# Mellott
Mellott est une municipalité située dans le comté de Fountain, dans l’État de l'Indiana, aux États-Unis. Lors du recensement de 2020, elle comptait 174 habitants.